# Église Saint-Mathieu de Salers
L'église Saint-Mathieu est une église catholique située à Salers, dans le département français du Cantal en région Auvergne-Rhône-Alpes.

## Historique

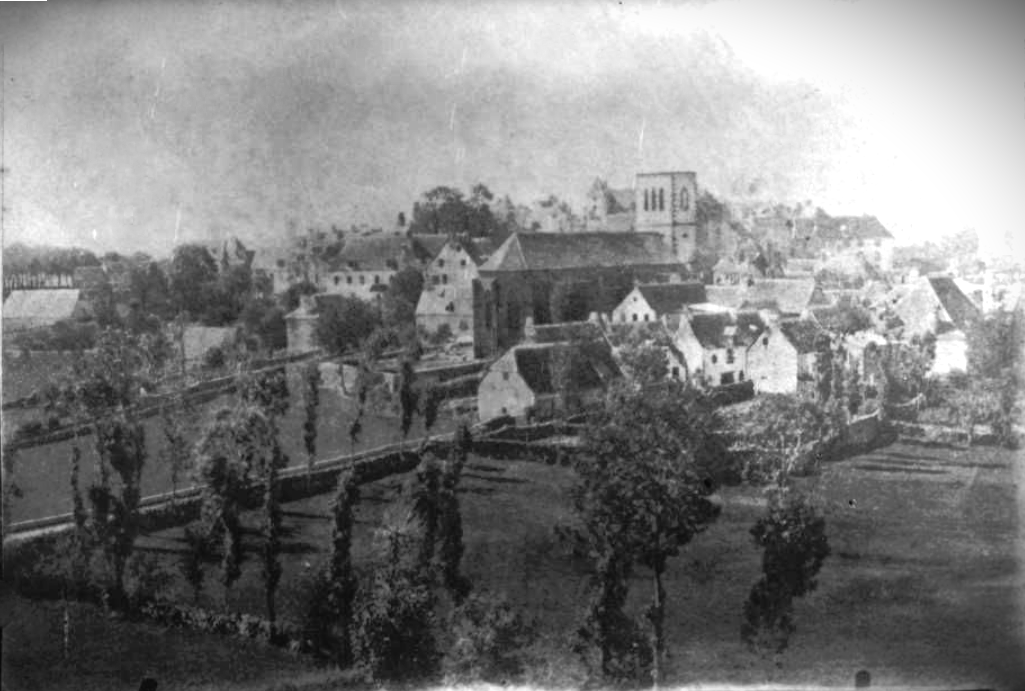
Vue générale de Salers en 1883.
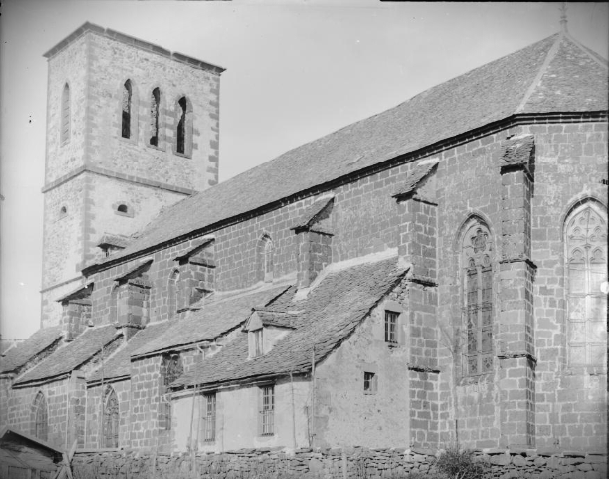
L'ancien clocher en ruine.

## Statut patrimonial
L'édifice est classé au titre des monuments historiques en 1994.

## Architecture
Le porche présente des similitudes avec ceux de l'église Saint-Martin de Sauvat, de la priorale Saint-Victor et Sainte-Madeleine de Chastel-Marlhac et de l'église Saint-Georges d'Ydes-Bourg : « véritables structures occidentales, ces porches romans de Haute-Auvergne mettent en valeur la façade par des formes massives, avec ou sans avant-corps ».